# Protovestiarij
Naslova se ne sme zamenjavati z naslovom  protovestiarit iz obdobja Paleologov.
Protovestiarij (grško πρωτοβεστιάριος [protovestiários], prvi vestiarij) je bil visok bizantinski dvorni položaj, prvotno rezerviran za evnuhe. V poznem bizantinskem obdobju (12.-15. stoletje) je pomenil najvišjega državnega finančnega uradnika. Naslov so privzele tudi srednjeveške srbske države.

## Zgodovina in funkcije
Naslov je se je prvič potrjeno  uporabil leta 412 kot comes sacrae vestis za dvorjana, ki je skrbel za cesarjeva »sveta oblačila« (latinsko sacra vestis) in je bil podrejen upravniku cesarjeve spalnice (praepositus sacri cubiculi). V 7. stoletja se je začela uporabljati grška različica naslova   oikeiakon vestiarion (οἰκειακόν βεστιάριον, osebni garderober). Kot tak se je razlikoval od položaja skrbnika cesarjeve garderobe (basilikon vestiarion), za katero je skrbel  hartoularios tou vestiariou. V cesarjevo zasebno  garderobo je spadal tudi del cesarjeve osebne  zakladnice in številno osebje.
Protovestiarij je bil na dvorni hierarhiji uvrščen na drugo mesto. Nad njim je bil samo njemu nadrejeni parakoimomenos. V. 9.-11. stoletju so protovestiarije imenovali za generale in ambasadorje, v 11. stoletju pa je njihova pomembnost še bolj zrasla in  zasenčila kuropalata. Naslov se je kasneje preoblikoval v častni naslov in se začel podeljevati tudi članom cesarske družine in ne samo evnuhom. Naslov se je kot tak ohranil do poznega obdobja Paleologov. Njegovi nosilci so bili visoko stoječi ministri in bodoči cesarji.
Ženska različica naslova je bila protovestiaría (πρωτοβεστιαρία), ki je bila predstojnica cesaričinih služabnic. 
Protovestiarije so dokazano imeli tudi zasebniki, pri katerih so služili kot predstojniki služinčadi in zakladniki.

### Ugledni protovestiariji
- Konstantin Lihud, kasnejši patriarh Konstantin III. (1059–1063)
- Andronik Dukas  (1071–1077), služil Romanu IV.  in Mihaelu  VII.
- Aleksej Raul, pod Ivanom III. Vatacem
- Georgij Muzalon, prvi minister Teodorja II. Laskarisa in nekaj časa regent
- Aleksej V. Dukas, nekaj časa cesar leta 1204
- Ivan  III.  Vatac, nikejski cesar (1222–1254)
- Mihael Tarhaniot,  general,  nečak Mihaela VIII. Paleologa

## Srbija
Naslov protovetiarija so kot protovestijar, protovistijar ali protovestiar privzele tudi srednjeveške srbske države.  Opravljal je posle finančnega ministra. Po pisanju Johna V.A. Finea je položaj običajno zasedal kakšen trgovec iz Kotora, ki se je spoznal na finance in knjigovodstvo. Protovestijariji in logoteti so pogosto služili tudi kot diplomati. Pošiljali so jih  predvsem na zahod, ker so meščani Kotorja govorili tudi italijansko in latinsko.
Zapis, ki je bil narejen med vladavino kralja Stefana Uroša I. (vladal 1243–1276) pravi, da je  Stefan Dušan (vladal  1331-1355) ob svojem kronanju povišal plemstvo in duhovništvo in za protovestijarija imenoval komornika Nikola Buća iz Kotora. Njegovo moč najbolje dokazuje ljudski pregovor, ki izhaja iz njegovega imena in pravi: »Car bi dal, Buća pa ne«. Plemiška družina Buća je dala več protovestijarijev, med njimi Nikolajevega nečaka Trifuna Mihajlova Buća (1357), enega od najvplivnejših osebnosti tistega časa, ki je služil Dušanovemu nasledniku Urošu V..
Tvrtko I. Kotromanić, bosanski ban (1353—1377) in kralj (1377—1391), je po prihodu na prestol po srbskem zgledu uvedel  položaja logoteta and protovestijarija. Njegov prvi protovestijarij je bil Dubrovčan, kapedan Ratko, ki je bil na ta položaj imenovan leta 1378.
Zetski vladika Balša II. (1378—1385) je položaj protovestijarija uvedel po osvojitvi Drača spomladi 1385. Na ta položaj je imenoval Filipa Barelija.